# 伊木忠福

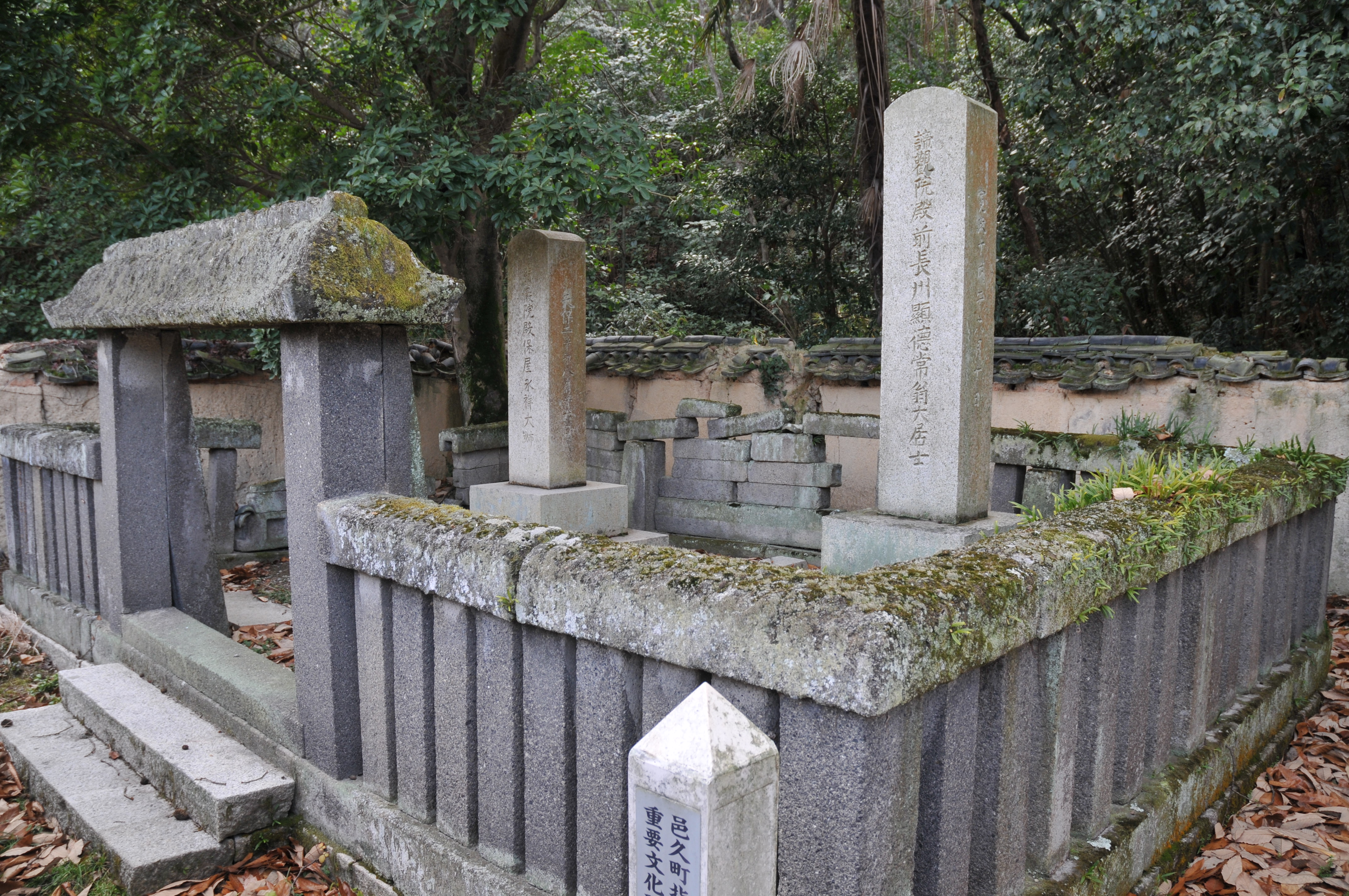
伊木忠福夫妻の墓

伊木 忠福（いぎ ただとみ、寛延元年7月4日（1748年7月28日） - 寛政10年6月10日（1798年7月23日））は、岡山藩筆頭家老。伊木家8代当主。通称は長門。主君は池田治政・斉政。

## 生涯
忠福は、6代当主・伊木忠興の長男で病弱のため廃嫡となった忠芳の長男として、岡山で生まれた。母は忠芳の側室・佐藤氏。
7代忠知には子が多かったが、嫡子の長九郎が早世したことを理由に、本来ならば家督を継ぐはずであった忠芳の長男を養嗣子とした。安永4年（1775年）10月、忠知が56歳で死去し、28歳で家督を相続する。
安永8年（1779年）、旗本小堀邦直（小堀政一の弟の子孫、小堀仁右衛門家）の娘・治重（ちえ）と婚姻する。伊木家と小堀家は代々姻戚関係にあり、治重は幼少の時から忠福の母に養われていた。
正室の実家が遠州流の家系であったことから、茶道に興味を持ち、夫婦とも茶の湯に勤しんだ。寛政3年（1791年）には速水流創始者である速水宗達を、伊木家陣屋のある虫明（岡山県瀬戸内市）に招待したとされる。
寛政10年（1798年）6月、51歳（数え年）で没した。嗣子がなかったため、岡山藩家老池田博道（建部池田家）と7代忠知の娘の二男が9代忠真として伊木家の家督を継いだ。
法名は諦観院殿前長州顕徳常翁大居士。墓所は伊木家千力山墓所（岡山県瀬戸内市）。